# Michael Cudlitz
 (novembre 2024).
Si vous disposez d'ouvrages ou d'articles de référence ou si vous connaissez des sites web de qualité traitant du thème abordé ici, merci de compléter l'article en donnant les références utiles à sa vérifiabilité et en les liant à la section « Notes et références ».
Michael Cudlitz, né le 29 décembre 1964 à Long Island, État de New York (États-Unis), est un acteur américain.

## Biographie

### Jeunesse
Michael Cudlitz naît le 29 décembre 1964 à Long Island, État de New York (États-Unis). Il grandit à Lakewood Township, New Jersey. En 1990, il décroche un bachelor d'arts de l'université de Californie.

### Vie privée
Il est marié à Rachel Cudlitz et ont deux enfants, des jumeaux, Isabelle et Max Cudlitz, nés le 12 février 1997.

### Carrière

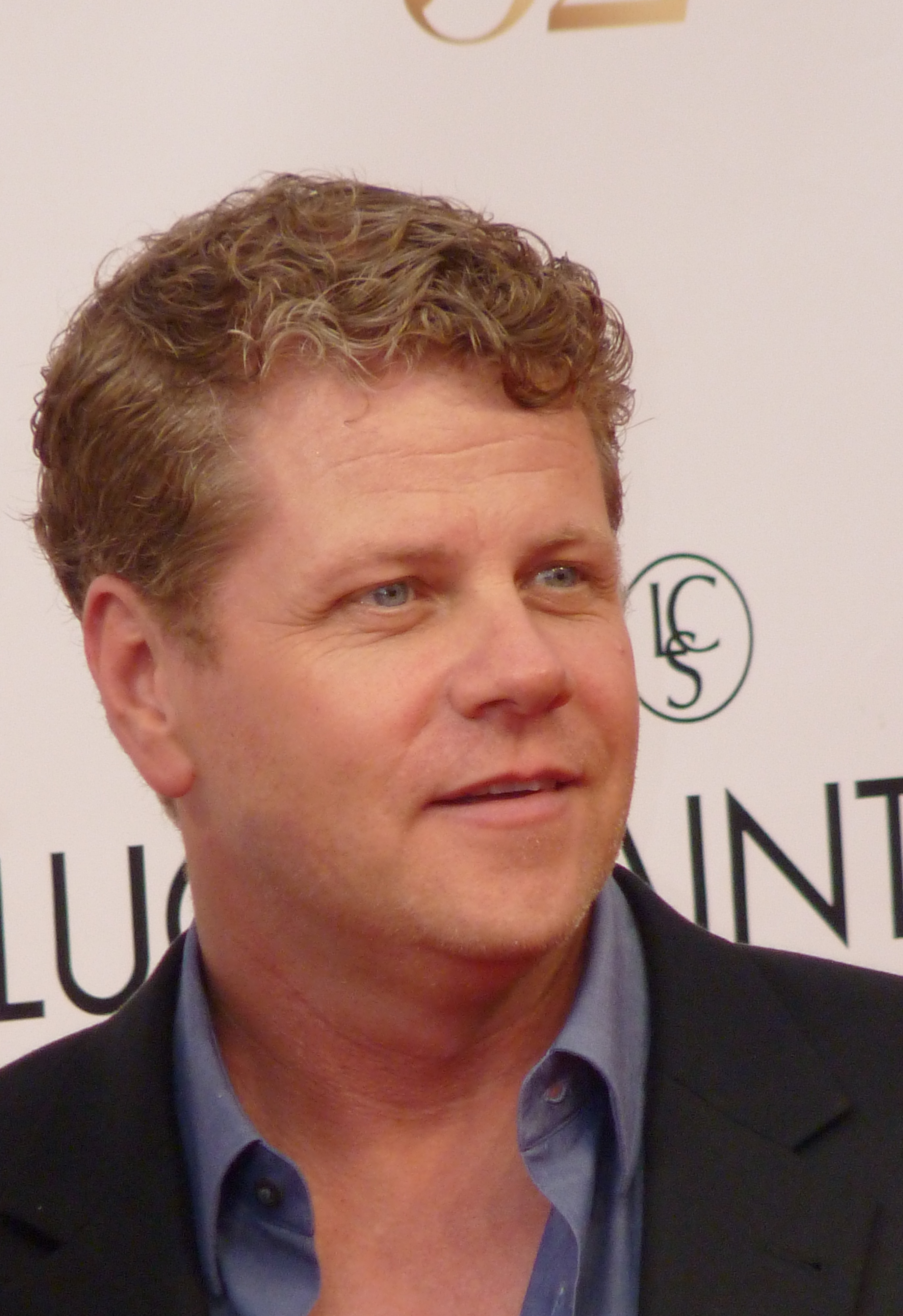
Michael Cudlitz au 52e Festival de télévision de Monte-Carlo en 2012.

Après une courte visite chez la brigade du 21 Jump Street, il se glisse dans la peau d'un membre de l'équipe de football américain suspecté de prendre des stéroïdes pour la saison 2 de Beverly Hills 90210.
Il décroche, en 1993, un rôle dans Dragon, l'histoire de Bruce Lee, un biopic sur le prodige des arts martiaux. 
En 2001, Steven Spielberg lui permet d’endosser l’uniforme militaire du sergent Denver Randleman au sein de la Easy Company dont le parcours durant la seconde guerre mondiale est retracé dans la mini-série HBO "Band of brothers" (Frères d’armes). Son personnage y est surnommé « Bull » (taureau) par ses camarades, du fait de sa carrure imposante et sa voix grave. L'acteur gagne en popularité grâce à cette mini-série et accompagne l’année d’après le personnage de Jack Bauer dans sa course contre la montre dans la série 24 heures.
En 2005, c’est aux côtés de Wentworth Miller, dans Prison Break, que l'acteur joue Bob, un agent pénitentiaire chargé de maintenir la sécurité entre les murs de Fox River. Dans la seconde saison de Lost, il donne la réplique à Michelle Rodriguez.
Un an plus tard, Craig Silverstein, futur créateur de Terra Nova, lui demande d’incarner, pour sa série Standoff : les négociateurs, Frank Rogers, un agent spécial du FBI à la tête du SWAT à Los Angeles. Et il devient, dans Life, un criminel purgeant une longue peine de prison, jusqu'à ce qu'il soit innocenté par Charlie Crews, alias Damian Lewis.
Il revêt une nouvelle fois, en 2009, le badge d'agent de police dans le cop show Southland. Sa prestation de John Cooper, flic torturé et addict aux médicaments, durant les cinq saisons, lui permet de remporter le prix du meilleur acteur lors des Critics' Choice Television Awards.
Cette même année, il tourne avec Bruce Willis dans le film de science-fiction Clones et le film Stolen Lives d'Anders Anderson avec Jessica Chastain, Jon Hamm, Holt McCallany, James Van Der Beek, ou encore Josh Lucas.
En 2014, Frank Darabont fait appel à lui pour sa quatrième saison de The Walking Dead, pour interpréter Abraham Ford, un ancien ranger investi d'une mission de la plus haute importance, qui va croiser Rick et ses acolytes, toujours à la recherche d'un endroit sécurisé pour survivre face aux rôdeurs. Il fait ses adieux à la série en 2017. Il est le réalisateur de l’épisode 11 saison 11 en 2022. 
En 2021, il obtient le rôle de Paul Krendler dans la série Clarice.

## Filmographie

### Cinéma
- 1992 : Et au milieu coule une rivière (A River Runs Through It) de Robert Redford : Chub
- 1993 : Dragon, l'histoire de Bruce Lee (Dragon: The Bruce Lee Story) de Rob Cohen : Tad Overton
- 1993 : The Liars' Club de Jeffrey Porter : Jimbo
- 1996 : Follow the Bitch de Julian Stone : Ty
- 1996 : Les Petits Champions 3 (D3 : The Mighty Ducks) de Robert Lieberman : Cole
- 1997 : Tueurs à gages (Grosse Pointe Blank) de George Armitage : Bob Destepello
- 1997 : Pulsions primaires (Savage) d'Avi Nesher : Spillane
- 1998 : Négociateur (The Negotiator) de F. Gary Gray : Palermo
- 1999 : L'Association du mal (Lured Innocence) de Kikuo Kawasaki : Harry Kravitz
- 1999 : Un vent de folie (Forces of Nature) de Bronwen Hughes : un barman
- 2000 : Blessed Art Thou de Tim Disney : James
- 2000 : American Virgin de Jean-Pierre Marois : Bob
- 2005 : Jack Satin : Kip Tanner
- 2006 : La Peur au ventre (Running Scared) de Wayne Kramer : Sal « Gummy Bear » Franzone
- 2008 : Sex Drive de Sean Anders : Rick
- 2008 : Tenure de Mike Million : Tim
- 2009 : Clones (Surrogates) de Jonathan Mostow : colonel Brendon
- 2009 : Stolen Lives d'Anders Anderson : Jonas
- 2010 : Droit de passage (Crossing Over) de Wayne Kramer : un agent de l'immigration
- 2011 : Satin de Christopher Olness : Kip Tanner
- 2011 : Inside Out d'Artie Mandelberg : détective Calgrove
- 2012 : Rogue River de Jourdan McClure : shérif Boyd
- 2013 : Dark Tourist (The Grief Tourist) de Suri Krishnamma : Jim
- 2013 : American Stories (Pawn Shop Chronicles) de Wayne Kramer : Ben
- 2014 : Cesar Chavez : An American Hero de Diego Luna : shérif Smith
- 2018 : Driven de Nick Hamm : Morgan Hetrick
- 2019 : Five Women in the End de Kd Amond : PJ Weller
- 2023 : Joli Désastre de Roger Kumble : Jim Maddox

#### Courts métrages
- 1989 : Crystal Ball de Bud Robertson : Scottie
- 1999 : Small Change de Greg Zekowski : Gary

### Télévision

#### Séries télévisées
- 1991 : Notre belle famille (Step by Step) : Ed
- 1991 : 21 Jump Street : Dennis Richards
- 1991 : La Loi de Los Angeles (L.A Law) : un homme
- 1991-1992 : Quoi de neuf, docteur ? (Growing Pains) : Chucksteak
- 1992 : Corky, un adolescent pas comme les autres (Life Goes On) : Ernie
- 1992-1993 : Beverly Hills 90210 : Tony Miller
- 1993 : Against the Grain : Bud Hardeman
- 1994 : Un drôle de shérif (Picket Fences) : un adolescent
- 1995 : The Marshal : Carter Dumas
- 1996 : Urgences (ER) : un pompier blessé
- 1996 : The Last Frontier : Brodsky
- 1996 : Pacific Blue : Brett Andrews
- 1996 : Le Rebelle (Renegade) : Patch / Beau
- 1997 : La vie à cinq (Party of Five) : Schuyler
- 1997 / 2004 : JAG : le sergent Tesla / Caporal Hal Strange
- 1997 : Leavin L.A : Joey Reno
- 1998 : Buffy contre les vampires (Buffy the Vampire Slayer) : Bob
- 1998 : Les anges du bonheur (Touched by an Angel) : le soldat 'Chug' Landau
- 1998 : New York Police Blues (NYPD Blue) : Joshua
- 1998 : Papa bricole (Home Improvement) : Kyle
- 1999 : Good Versus Evil (G vs E) : le magicien
- 1999 : Snoops : Michael Keppler
- 2000 : Love & Money : Joe
- 2001 : Le journal intime d'un homme marié (The Mind of the Married Man) : un homme
- 2001 : Philly : Joe
- 2001 / 2009 : Les Experts (CSI : Crime Scene Investigation) : l'officier Spencer / Josh Barston
- 2001 : Frères d'armes (Band of Brothers) : le sergent Denver 'Bull' Randleman
- 2001 : Six pieds sous terre (Six Feet Under) : Dennis, chef des randonneurs
- 2002 : The Practice : Donnell et Associés (The Practice) : Russell Hampton
- 2002 : Associées pour la loi (Family Law) : Darren Carson
- 2002 : Fastlane : Cornwright
- 2002 : Push, Nevada : l'agent spécial Derek Smith
- 2002 : MDs : Elkin
- 2002-2003 : 24 Heures chrono (24) : l'agent Rick Phillips
- 2004 : Nip/Tuck : Brody
- 2004 / 2005 : FBI : Portés disparus (Without a Trace) : Mark Casey / Freddy Katan
- 2004 / 2006 : Dr Vegas : Glen
- 2005 : NIH : Alertes médicales (Medical Investigation) : Lieutenant Troy Adams
- 2005 : Las Vegas : Brian Carlton Venturi, le kidnappeur
- 2005 : Prison Break : Gardien Robert Hudson dit « Bob »
- 2005 : Les experts : Miami (CSI : Miami) : 'Mac' MacKern
- 2005 : Over There : Colonel Ryan
- 2005 : Line of Fire : un membre du jury
- 2005 : Dead Zone : Herb Smith
- 2005 : Wanted : Deputé Reed
- 2005 : Sleeper Cell : Détective du LAPD Walt Moss
- 2005 / 2007 : Lost : Officier Mike 'Big Mike' Walton / Détective Mike 'Big Mike' Walton
- 2006 : Les Experts : Manhattan (CSI : NY) : Vern Dox
- 2006 : Close to Home : Juste Cause (Close to Home) : Dan Johnson
- 2006-2007 : Standoff : Les Négociateurs (Standoff) : Frank Rogers
- 2007 : Esprits Criminels (Criminal Minds) : Francis Goehring
- 2007 : Bones : Directeur de l’Ambassadora
- 2007-2008 : Life : Mark Rawls
- 2008 : The Cleaner : JWB
- 2009 : Le Retour de K 2000 (Knight Rider) : un homme
- 2009 : Eleventh Hour : Ben Finney
- 2009 : Saving Grace : Donald Gilmore
- 2009-2013 : Southland : John Cooper
- 2014-2017 : The Walking Dead : le sergent Abraham Ford
- 2015 : Ballers : Dan Balsamo
- 2016 : House of Lies : Kohl Brother
- 2017 : Kings of Con : Mel
- 2018 : Young Sheldon : Directeur de la NASA
- 2018-2019 : The Kids Are Alright : Mike Cleary
- 2021 : Clarice : Paul Krendler
- 2021 : Invincible : Red Rush (voix)
- 2022 : Bosch : Legacy : Edge (saison 1, épisode 10)
- 2023 : Superman et Loïs : Lex Luthor

#### Téléfilms
- 1996 : Last Exit to Earth de Katt Shea : Hardester
- 1998 : Parasite mortel (Thirst) de Bill Norton : Andy
- 2002 : En direct de Bagdad (Live from Baghdad) de Mick Jackson : Tom Murphy
- 2004 : Homeland Security de Daniel Sackheim : Agent Tango 12
- 2008 : Danny Fricke de Michael Dinner : Praeger
- 2011 : Silent Witness de Peter Markle : Sam Robb
- 2017 : The Trustee de Michael Englert :

### Jeux vidéo
- 2005 : Call of Duty 2 : Sergent Glenn 'Hawk' Hawkins (voix)
- 2005 : Call of Duty 2 : Big Red One : Sergent Glenn 'Hawk' Hawkins (voix)
- 2007 : Call of Duty 4 : Modern Warfare : Un marine (voix)

## Récompenses
- 2013 : Critics' Choice Television Awards : Meilleur acteur dans un second rôle dans une série dramatique pour Southland